# Robert Laroche
Robert Laroche was een Franse illustrator en kunstschilder, hij is vooral bekend door zijn ruim 70 bladmuziekomslagen die hij vanaf 1919 maakte voor Parijse muziekuitgevers, waaronder Smyth, Max Eschig & Cie, Editions Maillochton, Buffet Crampton, Editions Feldman en Louis Larget. Robert Laroche is ook bekend door zijn marineschilderijen en havengezichten van de Franse kuststad Concarneau.